# Kihei
Kihei és una concentració de població designada pel cens dels Estats Units a l'estat de Hawaii. Segons el cens del 2000 tenia 16.749 habitants.

## Demografia
Segons el cens del 2000, Kihei tenia 16.749 habitants, 6.170 habitatges, i 3.811 famílies La densitat de població era de 636,53 habitants per km².
Dels 6.170 habitatges en un 32,0% hi vivien nens de menys de 18 anys, en un 45,7% hi vivien parelles casades, en un 10,6% dones solteres, i en un 38,2% no eren unitats familiars. En el 25,7% dels habitatges hi vivien persones soles el 4,0% de les quals corresponia a persones de 65 anys o més que vivien soles. El nombre mitjà de persones vivint en cada habitatge era de 2,70 i el nombre mitjà de persones que vivien en cada família era de 3,31.
Per edats la població es repartia de la següent manera: un 25,1% tenia menys de 18 anys, un 8,1% entre 18 i 24, un 36,2% entre 25 i 44, un 23,6% de 45 a 64 i un 7,0% 65 anys o més.
L'edat mediana era de 35,3 anys. Per cada 100 dones hi havia 103,09 homes. Per cada 100 dones de 18 o més anys hi havia 103,32 homes.
La renda mediana per habitatge era de 46.215 $ i la renda mediana per família de 50.738 $. Els homes tenien una renda mediana de 33.229 $ mentre que les dones 26.881 $. La renda per capita de la població era de 21.591 $. Aproximadament el 7,0% de les famílies i el 10,1% de la població estaven per davall del llindar de pobresa.

## Poblacions més properes
El següent diagrama mostra les poblacions més properes.